# ティルヴァッタール
座標: 北緯8度20分 東経77度16分 / 北緯8.33度 東経77.26度
ティルヴァッタール（திருவட்டாறு：Thiruvattar）は、インド南部のタミル・ナードゥ州カンニヤークマリ県にある村。

## 政治
ティルヴァッタール選挙区では、2001年の州議会議員選挙ではCPIMのJ・ヘーマチャンドランが当選し、2006年の州議会議員選挙でも連続当選を果たした。

## 文化
ティルヴァッタールにあるアーディケーシャヴァペルマール寺院は、ヴィシュヌ神を祀り、ヴィシュヌ派の108聖地のひとつに数えられている。